# 四羰基合钴酸钾
四羰基合钴酸钾是一种配位化合物，化学式为K[Co(CO)4]。它可由氢化钾在HMPA/THF中还原八羰基二钴制得。一氧化碳处理氯化钴、氰化钾和氢氧化钾的混合物，也能得到四羰基合钴酸钾。它和盐酸反应，可以得到四羰基合钴酸。